# Arizona Cardinals 2018
La stagione 2018 degli Arizona Cardinals è la 99ª della franchigia nella National Football League, la 31ª nello stato dell'Arizona, la 25ª come Arizona Cardinals, la 13ª giocata allo State Farm Stadium e l'unica con Steve Wilks come capo-allenatore.
Perdendo contro i Los Angeles Chargers per 45–10, i Cardinals scesero ad un record di 2–9, causando la prima stagione perdente dal 2016. Perdendo contro i Detroit Lions nel quattordicesimo turno, la squadra venne eliminata dalla corsa ai play-off per la terza stagione consecutiva. Nel tredicesimo turno i Cardinals riuscirono per la prima volta nella loro storia a sconfiggere i Green Bay Packers in casa al Lambeau Field. L'annata si chiuse con un record di 3-13, il peggiore della lega e il loro peggiore dal 2000. Steve Wilks fu licenziato il giorno dopo il termine della stagione.

## Scelte nel Draft 2018
| Scelte dei Cardinals nel Draft 2018 |        |                  |       |            |                      |
| Giro                                | Scelta | Giocatore        | Ruolo | College    | Note                 |
| 1                                   | 10     | Josh Rosen       | QB    | UCLA       | Da Oakland           |
| 2                                   | 47     | Christian Kirk   | WR    | Texas A&M  |                      |
| 3                                   | 97     | Mason Cole       | C     | Michigan   | Scelta compensatoria |
| 4                                   | 134    | Chase Edmonds    | RB    | Fordham    | Scelta compensatoria |
| 6                                   | 182    | Chris Campbell   | CB    | Penn State |                      |
| 7                                   | 254    | Korey Cunningham | G     | Cincinnati | Scelta compensatoria |

Scambi di scelte

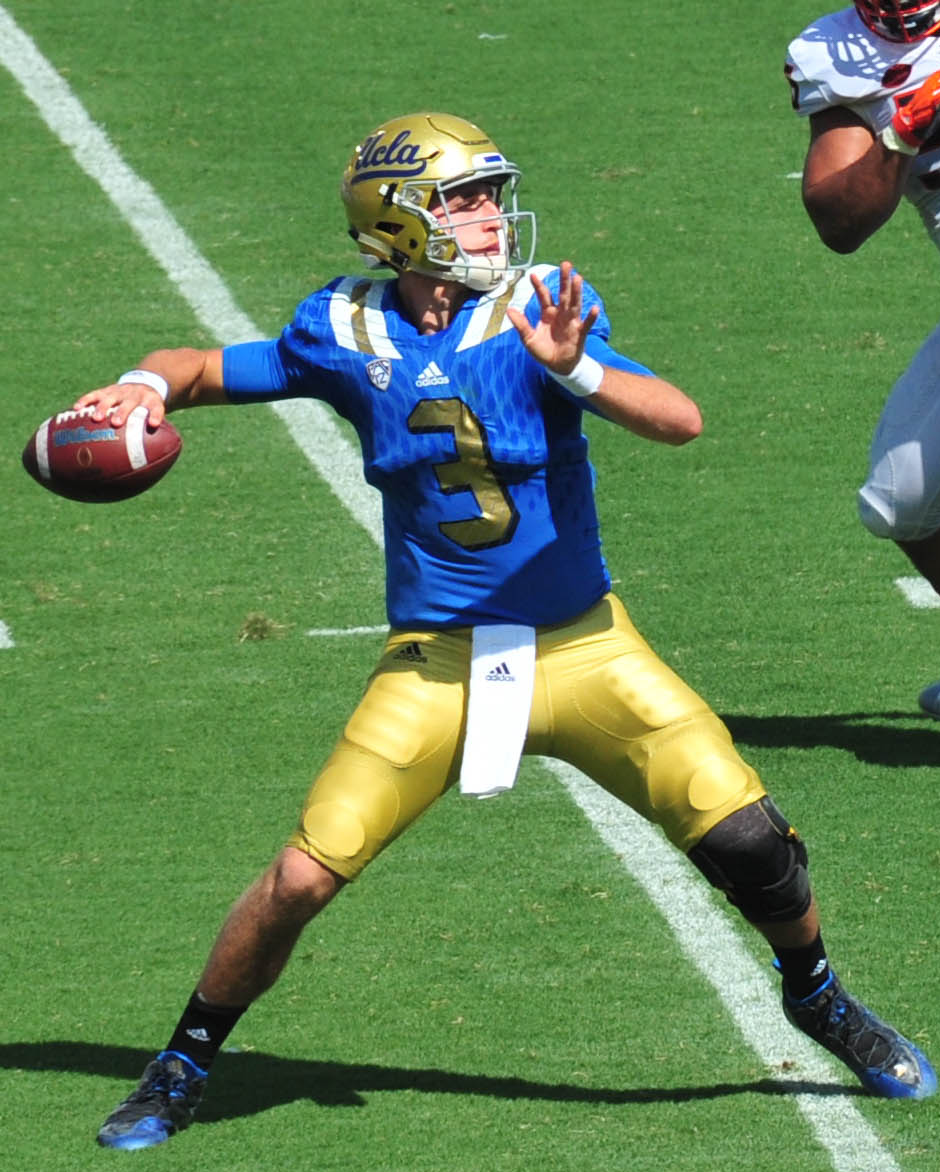
Josh Rosen è stato la scelta del primo giro dei Cardinals nel Draft 2018

- I Cardinals scambiarono la loro scelta nel 4º giro (115ª assoluta), le loro scelte nel 2º, 4º e 6º giro del 2017 (45ª, 119ª e 197ª assolute), a Chicago in cambio della scelta nel 2º giro del 2017 (36ª assoluta) di questi ultimi.
- I Cardinals ricevevettero una scelta compensatoria per il 3º, 4º e 5º giro (97ª, 134ª e 254 ª assolute.)
- I Cardinals scambiarono la loro scelta nel 6º giro (189ª assoluta) a New Orleans in cambio del running back Adrian Peterson di questi ultimi.
- I Cardinals scambiarono la loro scelta nel 7º giro (233ª assoluta) a Kansas City in cambio del cornerback Marcus Cooper di questi ultimi.
- I Cardinals scambiarono il loro centro Tony Bergstrom a Baltimore in cambio scelta nel 7º giro (238ª assoluta) di questi ultimi.

### Undrafted free agents
| Undrafted free agents degli Arizona Cardinals nel 2018 | Undrafted free agents degli Arizona Cardinals nel 2018 | Undrafted free agents degli Arizona Cardinals nel 2018 |
| Ruolo                                                  | Giocatore                                              | College                                                |
| ------------------------------------------------------ | ------------------------------------------------------ | ------------------------------------------------------ |
| DT                                                     | Hastin Adams                                           | Mary Hardin-Baylor                                     |
| CB                                                     | Elijah Battle                                          | West Virginia                                          |
| P                                                      | Joe Davidson                                           | Bowling Green                                          |
| OLB                                                    | Dennis Gardeck                                         | Sioux Falls                                            |
| LB                                                     | Frank Ginda                                            | San José State                                         |
| DB                                                     | AJ Howard                                              | Appalachian State                                      |
| DE                                                     | Alec James                                             | Wisconsin                                              |
| QB                                                     | Chad Kanoff                                            | Princeton                                              |
| K                                                      | Matthew McCrane                                        | Kansas State                                           |
| OL                                                     | Brant Morris                                           | Toledo                                                 |
| LB                                                     | Mike Needham                                           | Southern Utah                                          |
| CB                                                     | Deatrick Nichols                                       | South Florida                                          |
| T                                                      | Austin Olsen                                           | Southern Illinois                                      |
| LB                                                     | Matt Oplinger                                          | Yale                                                   |
| S                                                      | Jonathan Owens                                         | Missouri Western                                       |
| FB                                                     | Austin Ramesh                                          | Wisconsin                                              |
| WR                                                     | Trent Sherfield                                        | Vanderbilt                                             |
| S                                                      | Andy Smigiera                                          | Robert Morris                                          |
| DB                                                     | Tavierre Thomas                                        | Ferris State                                           |
| WR                                                     | Jalen Tolliver                                         | Arkansas-Monticello                                    |
| WR                                                     | Jonah Trinnaman                                        | BYU                                                    |
| S                                                      | Ezekiel Turner                                         | Washington                                             |
| TE                                                     | Andrew Vollert                                         | Weber State                                            |
| DB                                                     | Malcolm Washington                                     | Northern Iowa                                          |
| WR                                                     | Corey Willis                                           | Central Michigan                                       |

## Staff
| Staff degli Arizona Cardinals nel 2018 |
| --- |
| Organi dirigenziali - Proprietario/Chairman – Bill Bidwill - Presidente – Michael Bidwill - General manager – Steve Keim - Vicepresidente del personale giocatori – Terry McDonough - Direttore degli osservatori del college – Dru Grigson - Direttore della ricerca dei giocatori – Quentin Harris - Direttore sportivo – Mike Disner - Direttore sportivo – Matt Caracciolo Capo allenatore - Capo-allenatore – Steve Wilks - Assistente capo-allenatore – Ben Burress Altri allenatori - Preparatore atletico – Buddy Morris - Assistente preparatore atletico – Vernon Stephens - Coordinatore scienze motorie – Evan Lodder Allenatori dell'attacco - Coordinatore offensivo/Quarterback – Byron Leftwich - Running back – Kirby Wilson - Wide receiver – Kevin Garver - Tight end – Jason Michael - Offensive line – Ray Brown - Assistente offensive line – Steve Heiden - Assistente offensivo – Cameron Turner - Controllo qualità dell'attacco – Troy Rothenbuhler - Assistente running back – Terry Allen Allenatori della difesa - Coordinatore difensivo – Al Holcomb - Assistente defensive line – Chris Achuff - Linebacker – Larry Foote - Defensive back – Dave Merritt - Assistente defensive back – Charlie Harbison - Controllo qualità difesa – Alonso Escalante Allenatori dello special team - Coordinatore dello special team – Jeff Rodgers - Assistente dello special team – Randall McCray |

## Roster
| Roster degli Arizona Cardinals nel 2018 |
| --- |
| Quarterback - 3 Josh Rosen - 9 Sam Bradford - 7 Mike Glennon Running Back - 32 Derrick Coleman FB - 29 Chase Edmonds - 31 David Johnson - 22 T.J. Logan Wide Receiver - 12 Pharoh Cooper - 11 Larry Fitzgerald - 13 Christian Kirk - 14 J.J. Nelson - 16 Trent Sherfield - 10 Chad Williams Tight End - 84 Jermaine Gresham - 85 Gabe Holmes - 86 Ricky Seals-Jones Offensive Linemen - 75 Blaine Clausell T - 79 Korey Cunningham T - 71 Andre Smith T - 73 John Wetzel T - 74 D.J. Humphries T - 76 Mike Iupati G - 67 Justin Pugh G - 68 Jeremy Vujnovich G - 64 Mason Cole C - 62 Daniel Munyer C Defensive Linemen - 44 Markus Golden DE - 55 Chandler Jones DE - 91 Benson Mayowa DE - 56 Zach Moore DE - 97 Ifeadi Odenigbo DE - 95 Rodney Gunter DT - 90 Robert Nkemdiche DT - 98 Corey Peters DT - 72 Olsen Pierre DT Linebacker - 20 Deone Bucannon OLB - 92 Dennis Gardeck OLB - 43 Haason Reddick OLB - 47 Zeke Turner OLB - 57 Josh Bynes MLB - 51 Gerald Hodges MLB - 59 Joe Walker MLB Defensive Back - 21 Patrick Peterson CB - 23 Bené Benwilkere CB - 39 Deatrick Nichols CB - 28 Jamar Taylor CB - 26 Brandon Williams CB - 41 Antoine Bethea FS - 33 Tre Boston FS - 30 Rudy Ford SS - 36 Budda Baker SS Special Team - 46 Aaron Brewer LS - 2 Andy Lee P - 4 Phil Dawson K Lista delle riserve - 37 D.J. Foster RB (IR) - 53 A.Q. Shipley C (IR) - 52 Jeremy Cash OLB (IR) - 50 Gabe Martin OLB (IR) - 42 Jonathan Owens S (IR) Squadra di allenamento - 6 Chad Kanoff QB - 34 Brandon Wilds RB - 17 Jalen Tolliver WR - 89 Andrew Vollert TE - -- Kyle Friend C - 61 Coleman Shelton C - 96 Ufomba Kamalu DE - 65 Pasoni Tasini DT - 25 Chris Jones CB 53 attivi, 5 inattivi, 9 nella squadra di allenamento |
| Legenda - I rookie sono in corsivo. - Il primo ruolo è il principale mentre gli eventuali successivi indicano i ruoli secondari. - (IR) sta per Injured Reserve ed indica la lista ristretta per un solo giocatore infortunato che può tornare ad allenarsi dopo la settimana 6 e a rientrare in prima squadra dopo che questa ha giocato 8 partite. - (NF-Inj.) / (NF-Ill.) stanno rispettivamente per Non-Football Injured e Non-Football Illness ed indicano le liste dove viene inserito un giocatore che ha un infortunio o una malattia non dipendente dal football americano. - (PUP) sta per Physically Unable to Perform ed indica la lista dove viene inserito un giocatore mentre è in attesa di recuperare la condizione fisica. Nella stagione regolare dopo la sesta partita giocata dalla propria squadra, il giocatore ha tempo tre settimane per riprendere ad allenarsi, più tre settimane aggiuntive dal suo rientro agli allenamenti per rientrare in prima squadra. |

## Calendario

### Precampionato
Il calendario del precampionato dei Cardinals è stato annunciato l'11 aprile 2018.
| Precampionato |       |               |               |              |                       |           |        |                         |         |
| Settimana     | Data  | Ora           | Data italiana | Ora italiana | Avversario            | Risultato | Record | Stadio                  | Sintesi |
| 1             | 11/08 | 9:00 p.m. EDT | 12/08         | 03:00        | Los Angeles Chargers  | V 24–17   | 1–0    | State Farm Stadium      | Sintesi |
| 2             | 15/08 | 8:00 p.m. EDT | 16/08         | 02:00        | at New Orleans Saints | V 20–15   | 2–0    | Mercedes-Benz Superdome | Sintesi |
| 3             | 27/08 | 8:00 p.m. EDT | 28/08         | 02:00        | at Dallas Cowboys     | V 27–3    | 3–0    | AT&T Stadium            | Sintesi |
| 4             | 30/08 | 9:00 p.m. EDT | 31/08         | 03:00        | Denver Broncos        | S 10–21   | 3–1    | State Farm Stadium      | Sintesi |

### Stagione regolare
Il calendario della stagione è stato annunciato il 19 aprile 2018.
| Stagione regolare | Stagione regolare       | Stagione regolare  | Stagione regolare  | Stagione regolare             | Stagione regolare  |
| Turno             | Avversario              | Risultato          | Record             | Stadio                        | Sintesi            |
| ----------------- | ----------------------- | ------------------ | ------------------ | ----------------------------- | ------------------ |
| 1                 | Washington Redskins     | S 6–24             | 0–1                | State Farm Stadium            | Recap              |
| 2                 | at Los Angeles Rams     | S 0–34             | 0–2                | Los Angeles Memorial Coliseum | Recap              |
| 3                 | Chicago Bears           | S 14–16            | 0–3                | State Farm Stadium            | Recap              |
| 4                 | Seattle Seahawks        | S 17–20            | 0–4                | State Farm Stadium            | Recap              |
| 5                 | at San Francisco 49ers  | V 28–18            | 1–4                | Levi's Stadium                | Recap              |
| 6                 | at Minnesota Vikings    | S 17–27            | 1–5                | U.S. Bank Stadium             | Recap              |
| 7                 | Denver Broncos          | S 10–45            | 1–6                | State Farm Stadium            | Recap              |
| 8                 | San Francisco 49ers     | V 18–15            | 2–6                | State Farm Stadium            | Recap              |
| 9                 | Settimana di pausa      | Settimana di pausa | Settimana di pausa | Settimana di pausa            | Settimana di pausa |
| 10                | at Kansas City Chiefs   | S 14–26            | 2–7                | Arrowhead Stadium             | Recap              |
| 11                | Oakland Raiders         | S 21–23            | 2–8                | State Farm Stadium            | Recap              |
| 12                | at Los Angeles Chargers | S 10–45            | 2–9                | StubHub Center                | Recap              |
| 13                | at Green Bay Packers    | V 20–17            | 3–9                | Lambeau Field                 | Recap              |
| 14                | Detroit Lions           | S 3–17             | 3–10               | State Farm Stadium            | Recap              |
| 15                | at Atlanta Falcons      | S 14–40            | 3–11               | Mercedes-Benz Stadium         | Recap              |
| 16                | Los Angeles Rams        | S 9–31             | 3–12               | State Farm Stadium            | Recap              |
| 17                | at Seattle Seahawks     | S 24–27            | 3–13               | CenturyLink Field             | Recap              |

Note
- Gli avversari della propria division sono in grassetto.

## Classifiche

### Division
| NFC West            | NFC West | NFC West | NFC West | NFC West | NFC West | NFC West | NFC West | NFC West |
| vedi • disc. • mod. | V        | S        | P        | PCT      | DIV      | CONF     | PF       | PS       |
| ------------------- | -------- | -------- | -------- | -------- | -------- | -------- | -------- | -------- |
| Los Angeles Rams    | 13       | 3        | 0        | .813     | 4–0      | 7–1      | 419      | 298      |
| Seattle Seahawks    | 10       | 6        | 0        | .625     | 2–2      | 6–3      | 319      | 259      |
| Arizona Cardinals   | 3        | 9        | 0        | .250     | 2–2      | 3–5      | 175      | 310      |
| San Francisco 49ers | 2        | 10       | 0        | .167     | 0–4      | 1–8      | 255      | 336      |
|                     |          |          |          |          |          |          |          |          |
|                     |          |          |          |          |          |          |          |          |

### Conference
| National Football Conference           | National Football Conference | National Football Conference | National Football Conference | National Football Conference | National Football Conference | National Football Conference | National Football Conference | National Football Conference | National Football Conference | National Football Conference |
| Pos.                                   | Squadra                      | Division                     | V                            | S                            | P                            | PCT                          | DIV                          | CONF                         | SOS                          | SOV                          |
| Capolista di Division                  | Capolista di Division        | Capolista di Division        | Capolista di Division        | Capolista di Division        | Capolista di Division        | Capolista di Division        | Capolista di Division        | Capolista di Division        | Capolista di Division        | Capolista di Division        |
| -------------------------------------- | ---------------------------- | ---------------------------- | ---------------------------- | ---------------------------- | ---------------------------- | ---------------------------- | ---------------------------- | ---------------------------- | ---------------------------- | ---------------------------- |
| 1                                      | Los Angeles Rams             | West                         | 13                           | 3                            | 0                            | .813                         | 4–0                          | 7–1                          | .493                         | .462                         |
| 2                                      | New Orleans Saints           | South                        | 13                           | 3                            | 0                            | .813                         | 2–1                          | 7–2                          | .486                         | .483                         |
| 3                                      | Chicago Bears                | North                        | 9                            | 4                            | 0                            | .692                         | 3–1                          | 6–2                          | .417                         | .380                         |
| 4                                      | Dallas Cowboys               | East                         | 8                            | 6                            | 0                            | .571                         | 3–1                          | 6–3                          | .500                         | .452                         |
| Wild Card                              |                              |                              |                              |                              |                              |                              |                              |                              |                              |                              |
| 5                                      | Seattle Seahawks             | West                         | 10                           | 6                            | 0                            | .625                         | 2–2                          | 6–3                          | .510                         | .339                         |
| 6                                      | Minnesota Vikings            | North                        | 6                            | 5                            | 1                            | .542                         | 2–1–1                        | 5–3–1                        | .479                         | .313                         |
| Non qualificati per i play-off         |                              |                              |                              |                              |                              |                              |                              |                              |                              |                              |
| 7                                      | Carolina Panthers            | South                        | 6                            | 6                            | 0                            | .500                         | 1–2                          | 4–5                          | .469                         | .472                         |
| 8                                      | Philadelphia Eagles          | East                         | 9                            | 7                            | 0                            | .563                         | 3–1                          | 4–5                          | .476                         | .389                         |
| 9                                      | Washington Redskins          | East                         | 6                            | 7                            | 0                            | .462                         | 2–2                          | 6–4                          | .496                         | .410                         |
| 10                                     | Tampa Bay Buccaneers         | South                        | 5                            | 7                            | 0                            | .417                         | 2–2                          | 4–5                          | .479                         | .475                         |
| 11                                     | Green Bay Packers            | North                        | 5                            | 7                            | 1                            | .423                         | 1–2–1                        | 2–6–1                        | .507                         | .417                         |
| 12                                     | Atlanta Falcons              | South                        | 4                            | 8                            | 0                            | .333                         | 2–2                          | 4–4                          | .542                         | .438                         |
| 13                                     | New York Giants              | East                         | 5                            | 8                            | 0                            | .385                         | 0–4                          | 3–7                          | .507                         | .500                         |
| 14                                     | Detroit Lions                | North                        | 4                            | 8                            | 0                            | .333                         | 1–3                          | 2–7                          | .542                         | .531                         |
| 15                                     | Arizona Cardinals            | West                         | 3                            | 9                            | 0                            | .250                         | 2–2                          | 3–5                          | .514                         | .236                         |
| 16                                     | San Francisco 49ers          | West                         | 2                            | 10                           | 0                            | .167                         | 0–4                          | 1–8                          | .479                         | .250                         |
| Criteri di spareggio                   |                              |                              |                              |                              |                              |                              |                              |                              |                              |                              |
| 1. 2. 3.                               |                              |                              |                              |                              |                              |                              |                              |                              |                              |                              |
| Legenda                                |                              |                              |                              |                              |                              |                              |                              |                              |                              |                              |
| w — wild card ottenuta                 |                              |                              |                              |                              |                              |                              |                              |                              |                              |                              |
| x — partecipazione ai playoff ottenuta |                              |                              |                              |                              |                              |                              |                              |                              |                              |                              |
| y — campioni di division               |                              |                              |                              |                              |                              |                              |                              |                              |                              |                              |
| z — salto del primo turno di play-off  |                              |                              |                              |                              |                              |                              |                              |                              |                              |                              |
| * — vantaggio del campo ottenuto       |                              |                              |                              |                              |                              |                              |                              |                              |                              |                              |

## Premi

### Premi settimanali e mensili
- Chandler Jones:

difensore della NFC della settimana 5